# Pseudojuloides erythrops
Pseudojuloides erythrops är en fiskart som beskrevs av Randall och Randall, 1981. Pseudojuloides erythrops ingår i släktet Pseudojuloides och familjen läppfiskar. IUCN kategoriserar arten globalt som livskraftig. Inga underarter finns listade i Catalogue of Life.